# Ohircewe
Ohircewe (ukr. Огірцеве) – wieś na Ukrainie, w obwodzie charkowskim, w rejonie czuhujewskim, w hromadzie Wołczańsk. W 2001 liczyła 234 mieszkańców.Od 11 maja 2024 pod okupacją rosyjską.https://liveuamap.com/en/2024/11-may-russian-ministry-of-defense-claims-control-over-borysivka